# Xyleus lineatus
Xyleus lineatus är en insektsart som först beskrevs av Bruner, L. 1906.  Xyleus lineatus ingår i släktet Xyleus och familjen Romaleidae. Inga underarter finns listade i Catalogue of Life.